# Толстоголовка горная

Толстоголовка горная (лат. Erynnis montanus) — бабочка из семейства толстоголовок.

## Описание
Размах крыльев 33—40 мм. Общий фон крыльев тёмно-коричневый. Передние крылья на верхней стороне с «мраморным» рисунком, образованным серыми и черными перевязями и пятнами. Около костального края в постдискальнгой области находятся три мелких желтоватых пятна. Пятна на задних крыльях жёлтого цвета. Задние крылья с выраженным жёлтым дискальным штрихом и двумя рядами жёлтых пятен. На нижней стороне на переднем крыле находится 3 ряда мелких желтых пятен с размытыми краями — вдоль внешнего края, в прикраевой и постдискальной областях.

## Ареал
Россия (Хабаровский край, Амурская область, Приморский край, Курильские острова), Корейский полуостров, Северо-Восточный Китай, Тайвань, Япония.

## Биология
Бабочки населяют дубово-широколиственные леса. Развивается в одном поколении за год. Время лёта с конца апреля до начала июня. Кормовое растение гусениц: дуб монгольский.